# Захаров, Николай Дмитриевич
Николай Дмитриевич Захаров (1923—2011) — капитан Советской Армии, участник Великой Отечественной войны, Герой Советского Союза (1943).

## Биография
Николай Захаров родился 19 декабря 1923 года в селе Кузнецово (ныне — Киреевский район Тульской области). В 1939 году он окончил школу-семилетку, после чего работал в колхозе, затем учеником, станочником Тульского станкостроительного завода. В начале Великой Отечественной войны не был призван на службу, так как имел бронь, в октябре 1941 года был эвакуирован в Златоуст.
В марте 1942 года Захаров был призван на службу в Рабоче-крестьянскую Красную Армию. Учился в Краснодарском пулемётно-миномётном училище, но не окончил его. С августа 1942 года — на фронтах Великой Отечественной войны. В одном из первых боёв был контужен. После выписки из госпиталя Захаров окончил курсы младших лейтенантов. Участвовал в боях на Малой Земле, Новороссийско-Таманской операции. К ноябрю 1943 года лейтенант Николай Захаров командовал пулемётным взводом 1339-го стрелкового полка 318-й стрелковой дивизии 20-го стрелкового корпуса 18-й армии Северо-Кавказского фронта. Отличился во время Керченско-Эльтигенской операции.
В ночь с 31 октября на 1 ноября 1943 года взвод Захарова высадился на побережье Керченского полуострова в районе посёлка Эльтиген (ныне — Героевское в черте Керчи). В бою взвод уничтожил более 100 солдат и офицеров противника, 15 из которых — лично Захаров. 1-6 ноября 1943 года взвод отбил 50 вражеских контратак, но не оставил занятых позиций.
Указом Президиума Верховного Совета СССР от 17 ноября 1943 года «за захват плацдарма на Керченском полуострове и проявленные при этом отвагу и геройство» лейтенанту Николаю Дмитриевичу Захарову присвоено звание Героя Советского Союза с вручением ордена Ленина и медали «Золотая Звезда» за номером 2178.
За время боёв на Керченском полуострове из взвода Захарова в живых осталось только пять человек. В дальнейшем Захаров участвовал в освобождении Крыма, Украинской ССР, Польши, Венгрии, Чехословакии. Участвовал в Параде Победы. В 1946 году в звании капитана Захаров был уволен в запас. Вернулся на родину, работал начальником снабжения мебельной фабрики. С 1964 года Захаров руководил фабрикой «Туламебель». В 1987 году он вышел на пенсию. Проживал в Туле, занимался общественной деятельностью. Умер 28 июня 2011 года, похоронен на Тульском городском кладбище.
Почётный гражданин Киреевского района, почётный гражданин Тулы. Был также награждён двумя орденами Отечественной войны 1-й степени (19.05.1945, 11.03.1985), двумя орденами Красной Звезды (23.06.1944, 14.10.1944), рядом медалей.

## Память
- В сентябре 2012 года имя Героя Советского Союза Н. Д. Захарова было присвоено средней школе № 34 города Тулы.
- 8 августа 2013 года в Туле на Красноармейском проспекте на доме № 1 была открыта памятная доска[2].